# 칸 실비아
칸 실비아(헝가리어: Káhn Szilvia, 1969년 12월 31일 ~ )는 헝가리의 탁구 선수다. 1987년 인도 뉴델리 세계선수권대회에서 단체 동메달을 획득하였다.